# Пини, Мэтт
Мэттью Джеймс «Мэтт» Пини (англ. Matthew James “Matt” Pini; род. 21 марта 1969, Канберра, Австралийская столичная территория, Австралия) — австралийский и итальянский регбист и регбийный тренер, выступавший на чемпионатах мира 1995 и 1999 годов за Австралию и Италию соответственно. Амплуа — фулбэк.

## Биография

### Клубная карьера
По профессии водопроводчик. Занимался регби в школе и колледже, был членом студенческой и молодёжной (до 21 года) австралийских сборных. Выступал за команду Квинсленда до 1996 года: на фоне неудачных выступлений сборной Австралии собирался уйти из спорта, пока его не пригласил в Англию тренер австралийской сборной Боб Дуайер, собиравшийся возглавить «Лестер Тайгерс». В 1997 году Пини стал игроком «Ричмонда», за который отыграл два сезона в чемпионате Англии — он согласился стать игроком, узнав, что клуб находится на грани вылета из Премьер-лиги. Позже он выступал за «Нарбонну», итальянскую «Рому» и валлийский «Ньюпорт».

### Карьера в сборной
5 июня 1994 года дебютировал в регбийке сборной Австралии матчем против Ирландии в Брисбене. В 1995 году сыграл два матча на чемпионате мира в ЮАР против сборной хозяев (25 мая) и против румын (3 июня). Из-за неудачных выступлений уступил свою позицию в сборной Австралии Мэтту Бёрку и Тиму Хорану, а в сборной больше не сыграл ни одного тест-матча.
В 1998 году Пини, у которого были итальянские корни, получил итальянское гражданство и добился права играть за сборную Италии, которую тогда тренировал Жорж Кост. 18 ноября того же года состоялся дебют Пини за сборную Италии против Нидерландов в Хаддерсфилде в отборочном турнире к чемпионату мира 1999 года. В 1999 году он сыграл на чемпионате мира, проведя три встречи на турнире против Англии, Тонга и Новой Зеландии. 1 апреля 2000 года сыграл последний матч за Италию: это была игра против Франции в Сен-Дени на «Стад де Франс» в рамках Кубка шести наций. Из сборной ушёл, поскольку хотел быть ближе к семье.

### После карьеры игрока
С 2007 года тренирует школьный клуб «Галлоперз Олд Бойз» из Эшгроува, Квинсленд.